# Zidovudine
Zidovudine hay còn gọi là azidothymidine (AZT) là một loại dược phẩm. Vào ngày 20 tháng 3 năm 1987, Cục quản lý Thực phẩm và Dược phẩm Hoa Kỳ công nhận thuốc AZT, một loại thuốc điều trị có thể làm chậm tiến trình của bệnh HIV/AIDS.
Zidovudine là một chất tương tự thymidin có tác dụng ức chế in vitro sự sao chép của các retrovirus, bao gồm cả virus gây suy giảm miễn dịch ở người (HIV). Thuốc được chuyển thành zidovudin monophosphat bởi thymidin kinase của tế bào, rồi sau cùng thành zidovudin triphosphat nhờ một số enzym khác của tế bào. Dạng này tác dụng trên polymerase DNA của virus (enzym phiên mã ngược) bằng cách cạnh tranh với các deoxynucleosid khác và bằng cách tác dụng như một chất kết thúc chuỗi tổng hợp DNA.